# Doryrhina
Doryrhina is een geslacht van zoogdieren uit de familie van de bladneusvleermuizen van de Oude Wereld (Hipposideridae). De wetenschappelijke naam van het geslacht werd in 1871 gepubliceerd door Wilhelm Peters.

## Soorten
Er worden 2 soorten in dit geslacht geplaatst:
- Doryrhina camerunensis (Eisentraut, 1956)
- Doryrhina cyclops (Temminck, 1853)